# Aragac (Armawir)
Aragac – wieś w Armenii, w prowincji Armawir. W 2011 roku liczyła 2924 mieszkańców.